# Micromyzon akamai
Micromyzon akamai és una espècie de peix de la família dels aspredínids i de l'ordre dels siluriformes.

## Morfologia
- Els mascles poden assolir 1,6 cm de longitud total.[3][4]

## Hàbitat
És un peix d'aigua dolça i de clima tropical que viu entre 5-20 m de fondària.

## Distribució geogràfica
Es troba a Sud-amèrica: conca del riu Amazones.